# Satiro

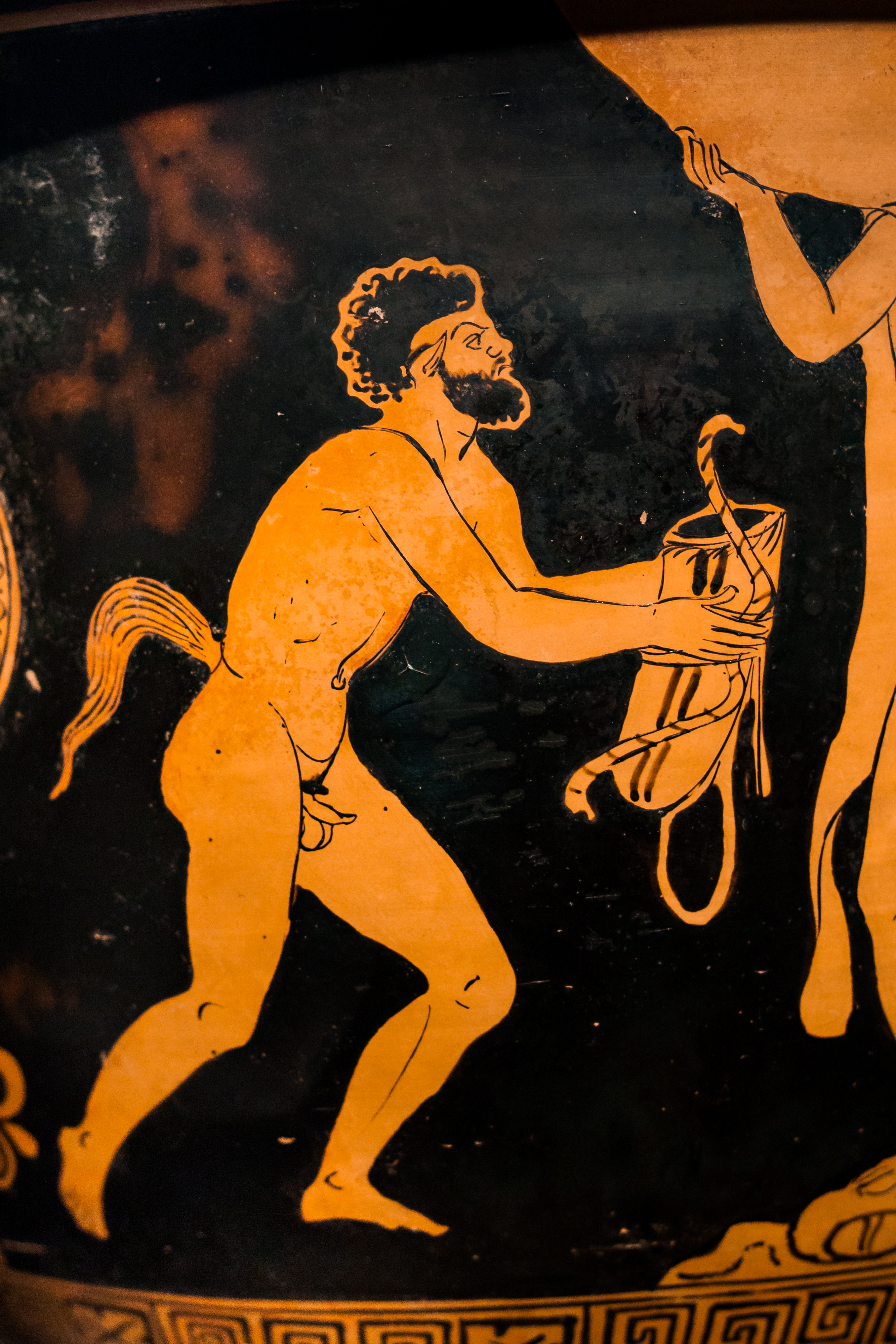
Satiro su un cratere a campana a figure rosse, Milano Museo Archeologico.

Il satiro (in greco antico: σάτυρος?, sátyros; al plurale σάτυροι, sátyroi) è una figura mitica maschile, compagna di Pan e Dioniso, che abita nei boschi e sulle montagne .personificazione della fertilità e della forza vitale della natura, connessa con il culto dionisiaco. Nella mitologia romana corrisponde al fauno.

## Descrizione dei satiri

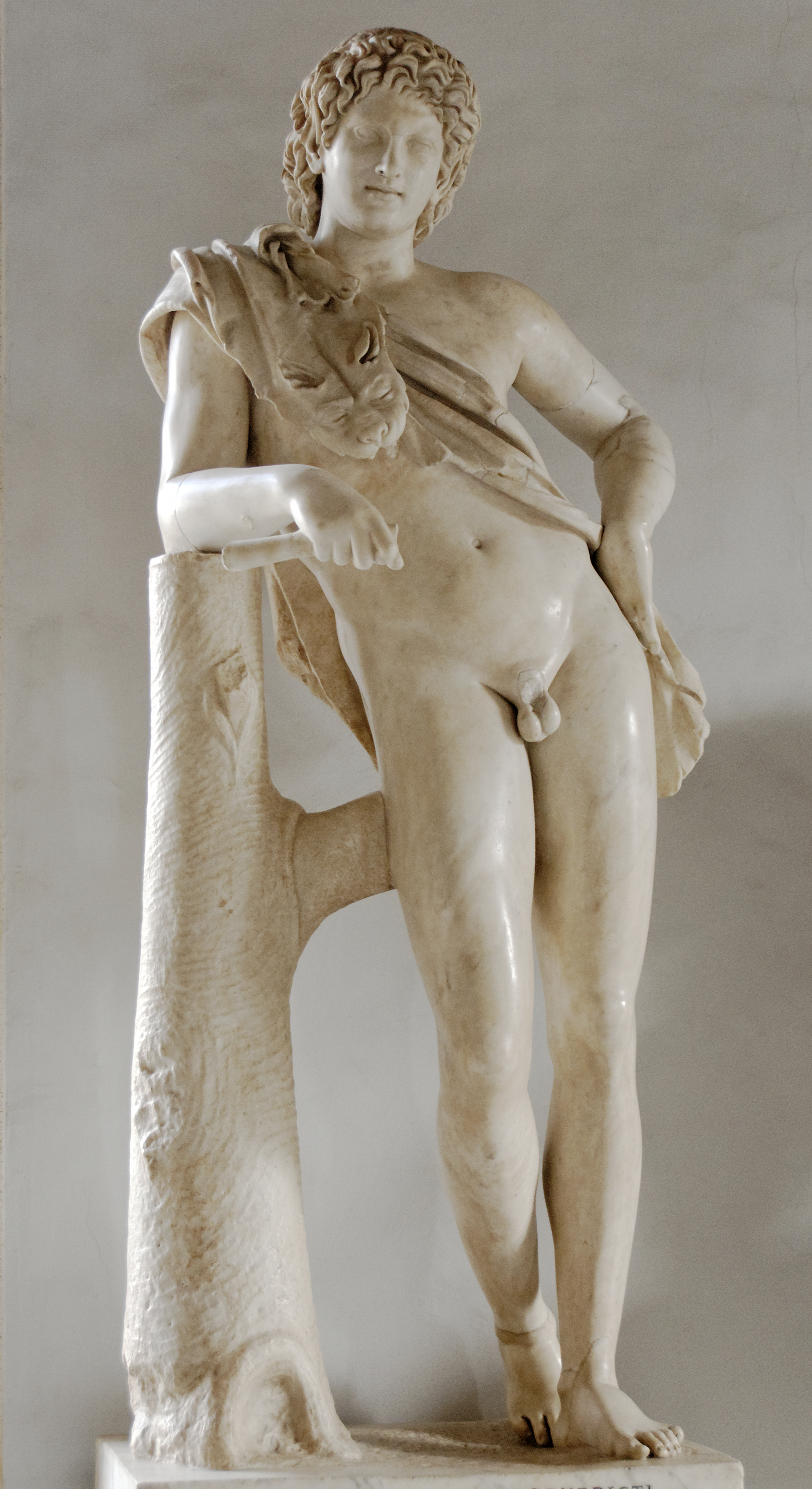
Satiro in riposo, copia romana in marmo dall'originale dello scultore Prassitele, Musei Capitolini

I satiri sono generalmente raffigurati come esseri umani barbuti con orecchie, corna, coda e zampe caprine.Hanno capelli simili a una criniera o calvi, visi ferini e nasi camusi e vengono sempre mostrati completamente nudi. Il loro aspetto perse gradualmente, con il passare del tempo, qualche attributo animale. Vengono anche rappresentati come esseri lascivi, spesso dediti al vino, alla musica, a danzare con le ninfe e a suonare l'aulòs. Talvolta sono raffigurati con una vistosa e permanente erezione. Erano compagni del dio Dioniso e si credeva abitassero in luoghi remoti, come boschi, montagne e pascoli. Spesso tentavano di sedurre e violentare le ninfe o donne mortali allo stesso modo, di solito con scarso successo. A volte vengono mostrati mentre praticavano la masturbazione o la zooerastia.
Il loro principale esponente era Sileno, una divinità minore associata (come Ermes e Priapo) alla fertilità.
Nella mitologia greca si narra che i satiri fossero grandi suonatori di flauto e che facevano incantare con la loro musica. Questo strumento fu invenzione della dea Atena, la quale lo gettò, indispettita dal modo in cui le deformava le guance mentre lo suonava. Il satiro Marsia lo raccolse (e fu percosso dalla dea per il suo gesto irrispettoso) e cominciò a suonarlo con incredibile maestria, tanto che, pretendendo di essere in grado di suonare una musica "divina", sfidò Apollo (in altre versioni fu invece il dio a sfidare Marsia, geloso della sua bravura) il quale gli promise di farlo salire con sé sull'Olimpo se la sua musica fosse stata migliore della propria, mentre in caso contrario il satiro sarebbe stato punito. Le Muse avrebbero decretato il vincitore. Il satiro, però, non riuscì a reggere la sfida quando Apollo cominciò ad accompagnare la lira con il canto, poiché non poteva cantare mentre suonava il flauto. Trionfante, il dio dispose del satiro e lo scorticò vivo in presenza delle Muse.

## Nella poetica successiva
Del mito del satiro parlano molte fonti classiche, tra cui Ovidio, nel Libro VI delle Metamorfosi; esso è citato anche nella Divina Commedia di Dante Alighieri.
Il satiro svolge un ruolo anche nell'estetica di Nietzsche: nella Nascita della tragedia nello spirito della musica, l’uomo originario, «l’uomo vero, il Satiro barbuto», denuncia la civiltà come illusione. "Al fondo dell’arte, e della civiltà che grazie ad essa si inaugura, resta dunque la consapevolezza angosciosa di uno stato di natura dominato dal dolore. A questo stato di natura l’uomo greco dà le forme di un essere primitivo, semi-animalesco –il Satiro –, che corrisponde ad uno stadio pre-umano dell’umanità stessa, anteriore ad ogni forma di civiltà, e dinanzi al quale ogni civiltà si svela come menzogna, in quanto si edifica sull’occultamento del dolore".

## Nella cultura di massa

### Letteratura
- Il satiro o l'uomo selvatico, poema di Matya Antun Relkovic.
- Satiro o il diavolo silvano divinizzato, dramma satirico di Johann Wolfgang von Goethe.

### Film
- Fantasia (1940)
- Hercules (1997)
- Percy Jackson e gli dei dell'Olimpo - Il ladro di fulmini (2010)
- Percy Jackson e gli dei dell'Olimpo - Il mare dei mostri (2013)
- Onward - Oltre la magia (2020)

### Videogiochi
- The Witcher 3: Wild Hunt - un mostro del videogioco, chiamato Silvano, è vagamente ispirato al satiro greco-romano: esso è però caratterizzato dalla capacità di sputare fuoco e dalla mole imponente.
- Nella serie videoludica di God of War i satiri sono nemici ricorrenti, spesso al servizio delle divinità olimpiche.

## Galleria d'immagini

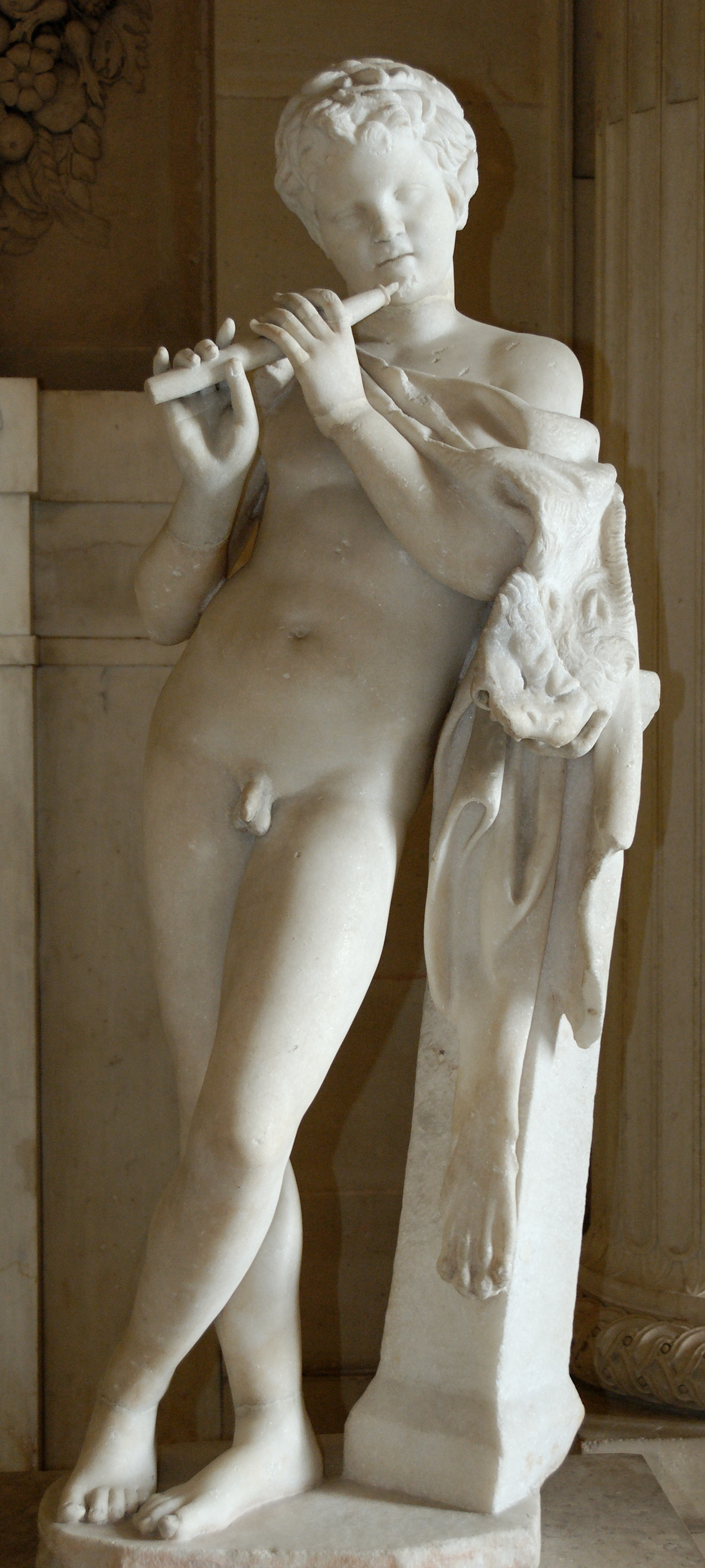
Satiro che suona il flauto
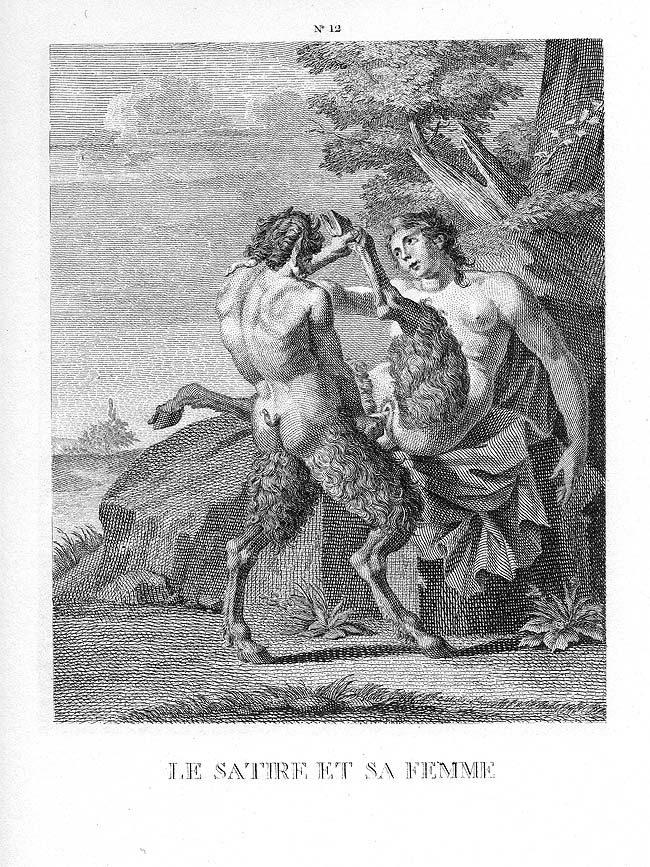
Il satiro e sua moglie, disegno di Agostino Carracci
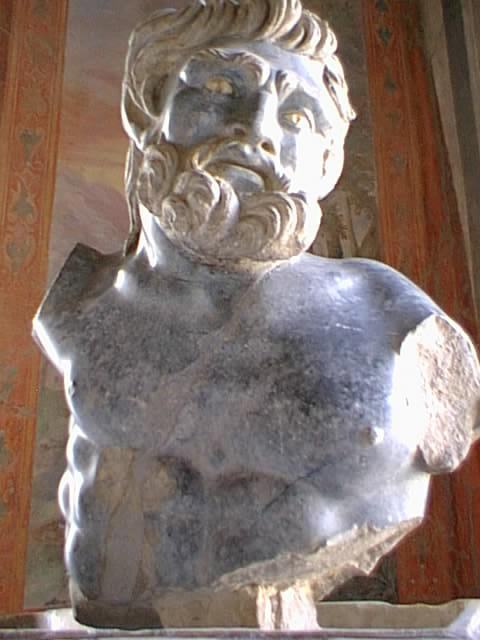
Busto di satiro, da Palazzo Altemps
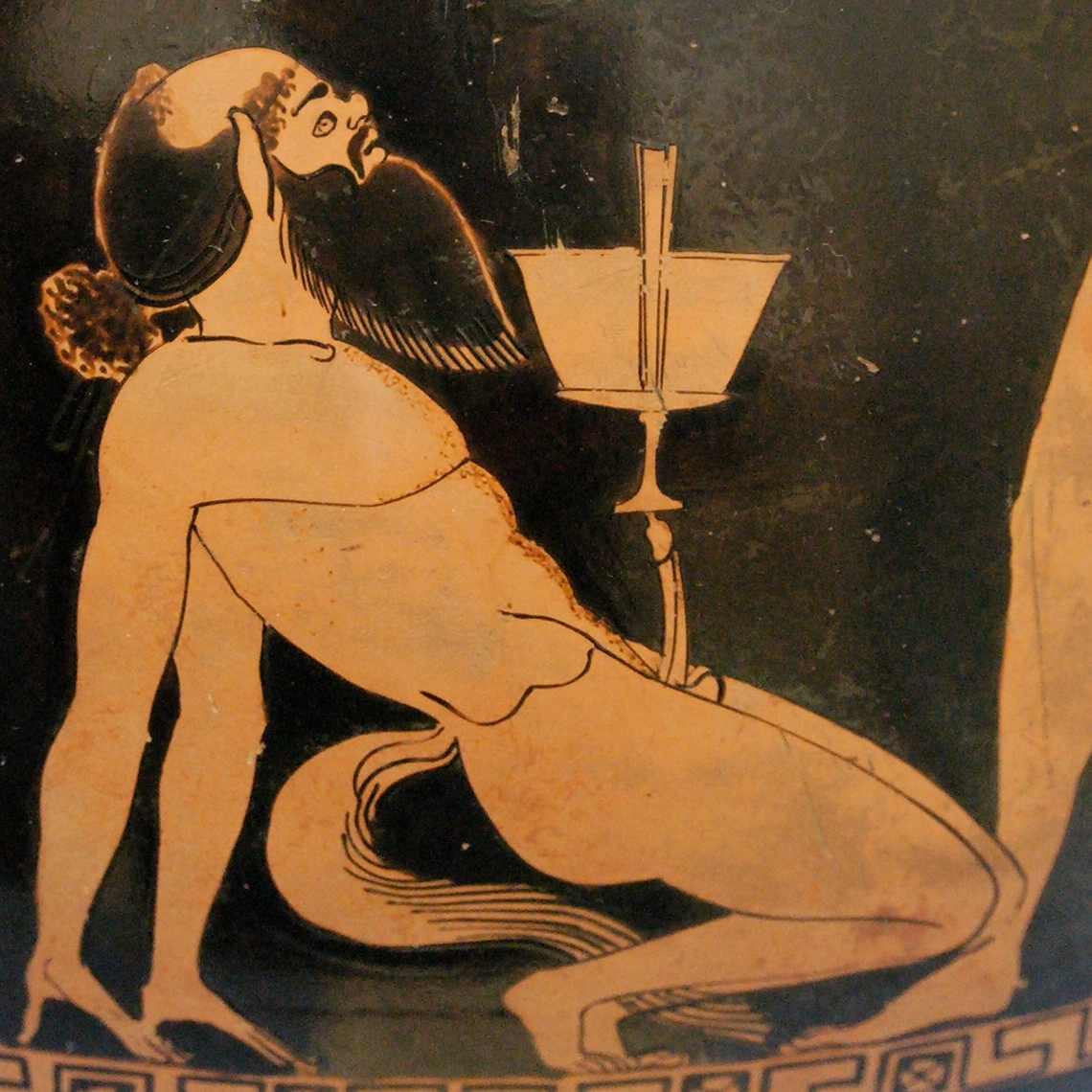
Un satiro itifallico, calvo e barbuto, con coda di cavallo, tiene in equilibrio sul pene in erezione un kantharos. Psyktèr (vaso destinato al vino) attica a figure rosse, ca. 500-490 a.C.
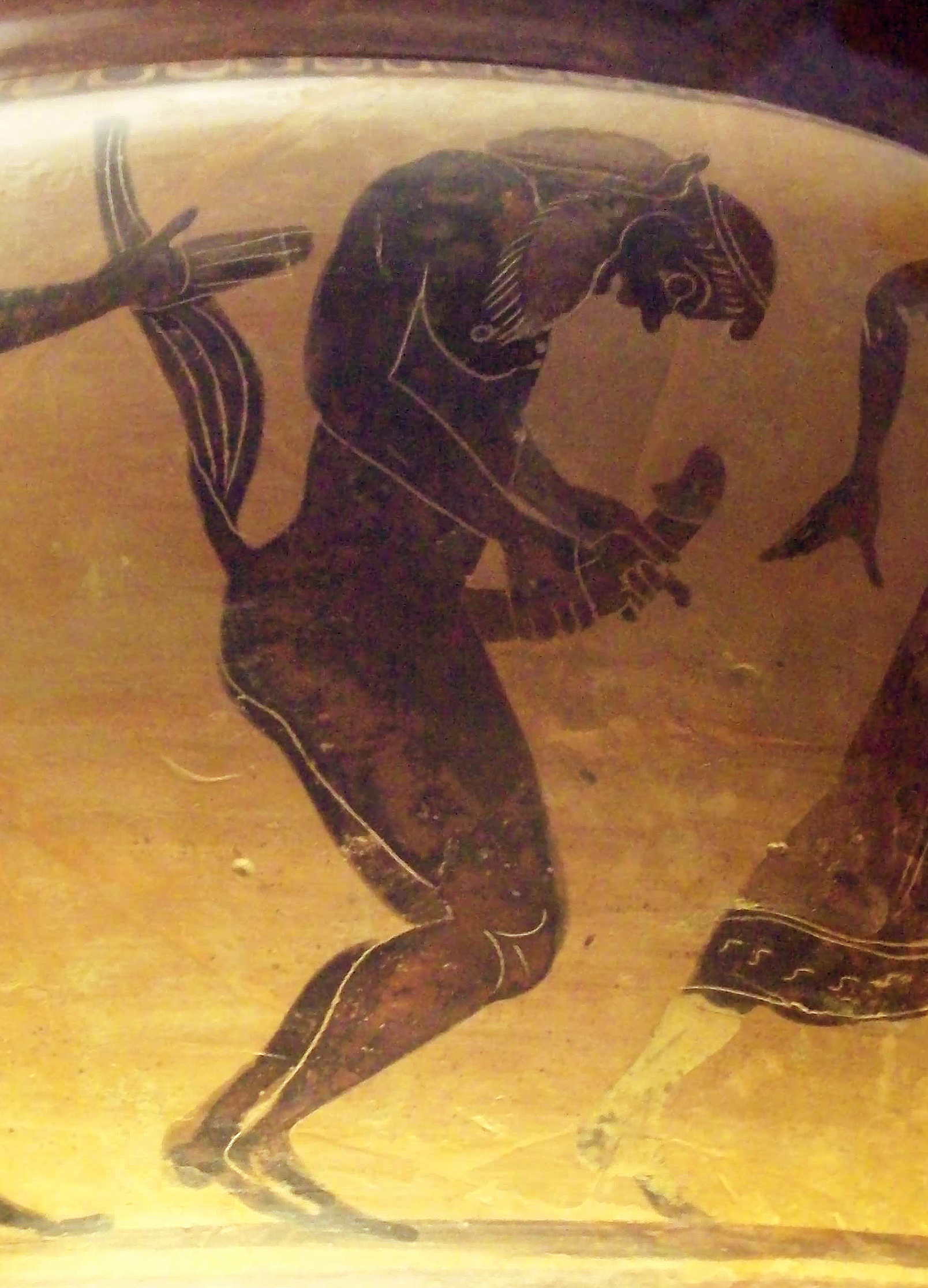
Satiro barbuto che si masturba. Dettaglio di un cratere greco, ca. 560-550 a.C.
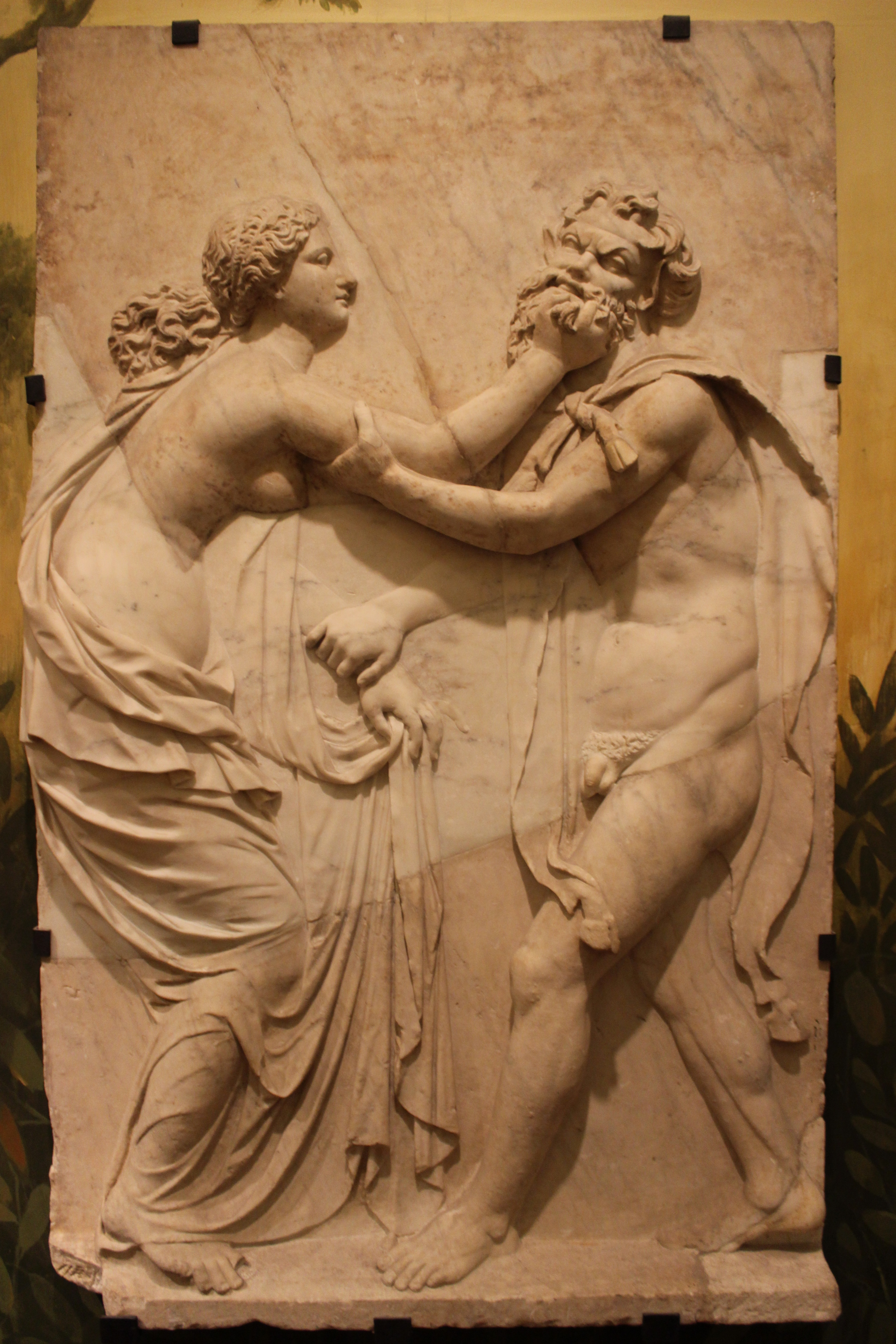
Satiro che lotta con una ninfa, da Ercolano, MANN
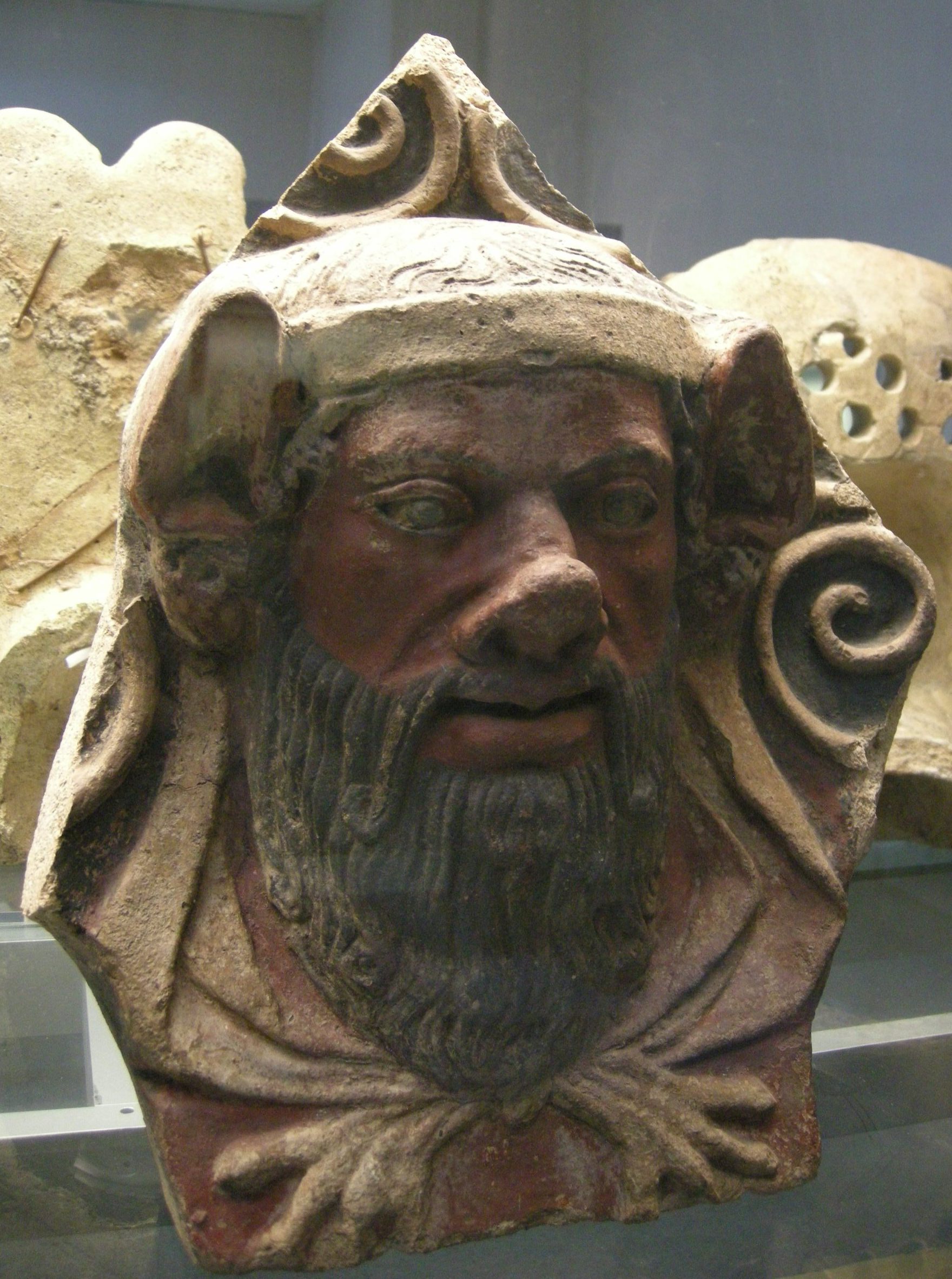
Antefissa con testa di satiro, arte etrusca, ca. 400-300 a.C.
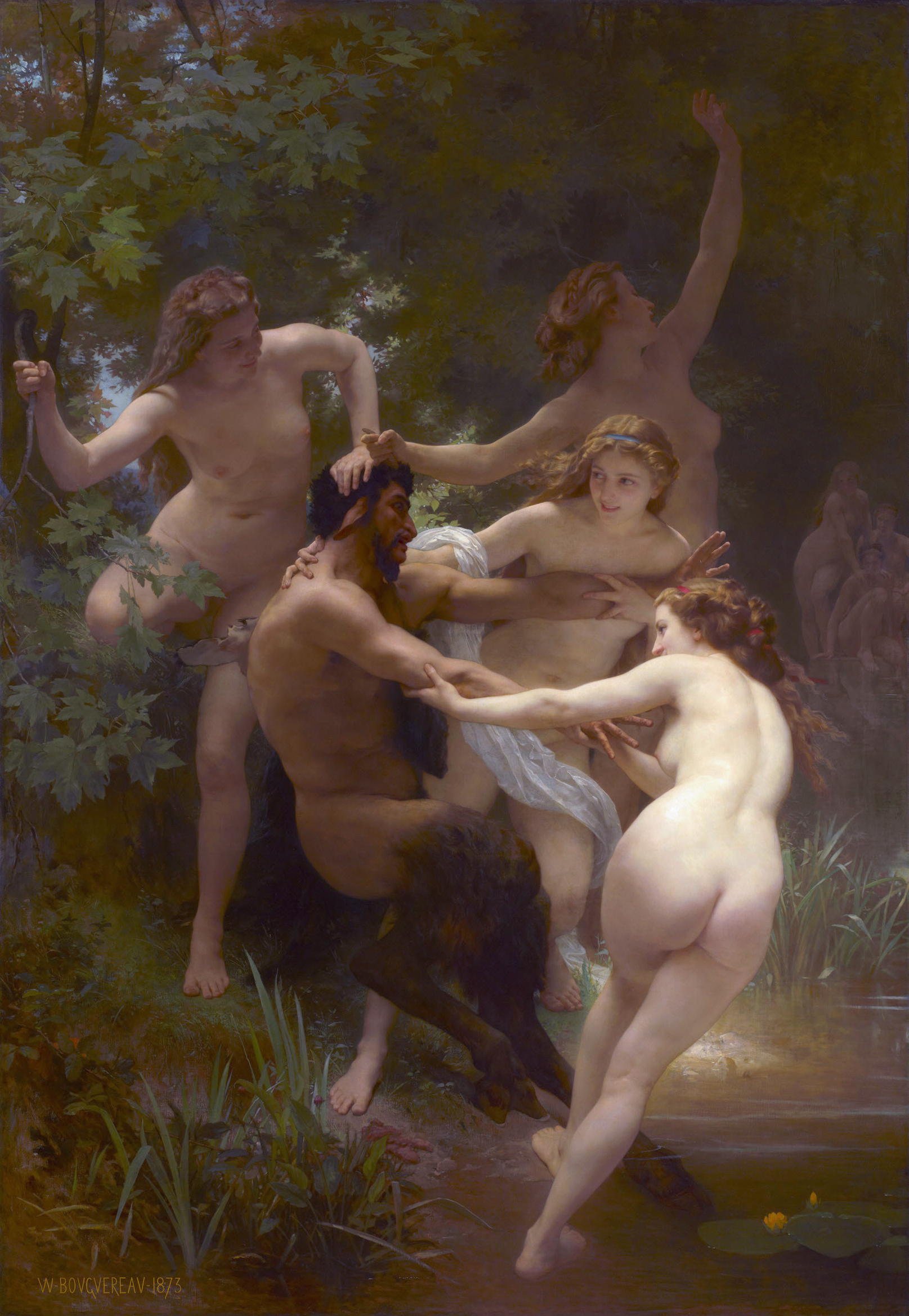
Ninfe e satiro, dipinto di William-Adolphe Bouguereau, 1873 ca.
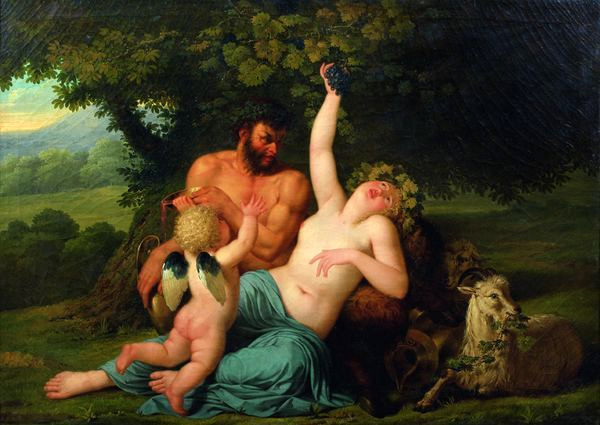
Baccante e satiro di Bénigne Gagneraux, XVIII secolo.
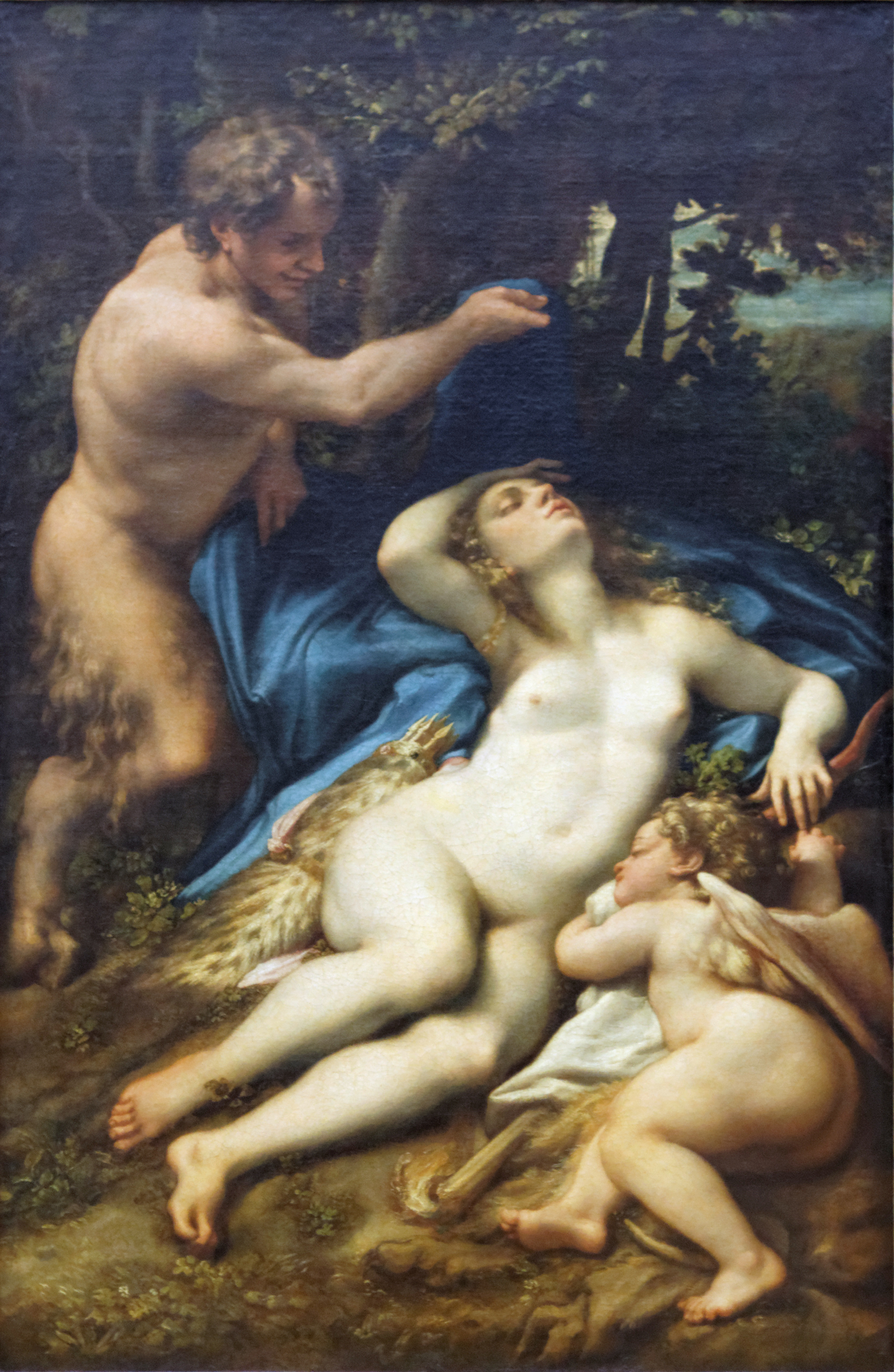
Venere e Cupido con un satiro, del Correggio,  1524-1525 ca., Museo del Louvre
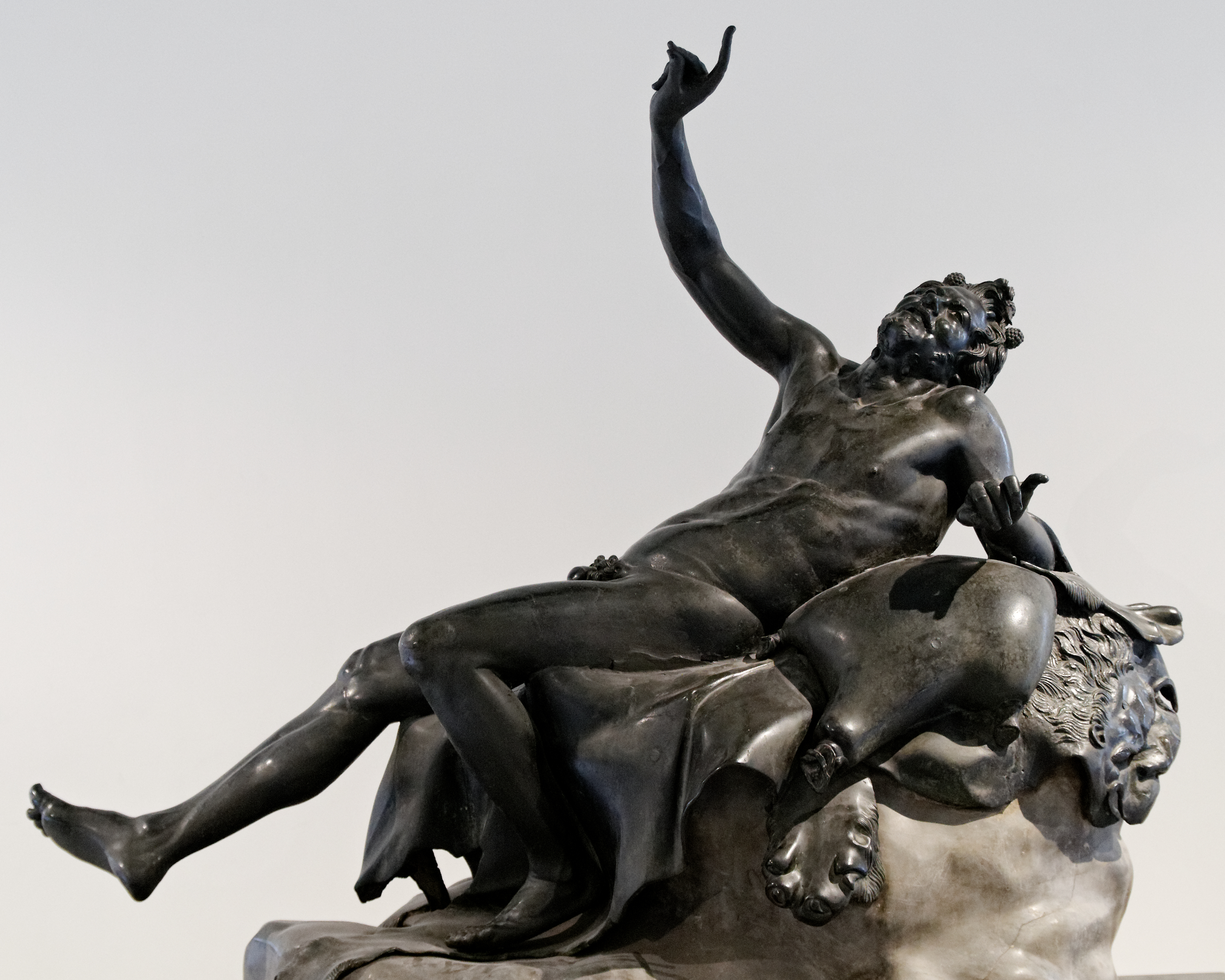
Satiro ubriaco (bronzo), da Museo archeologico di Napoli
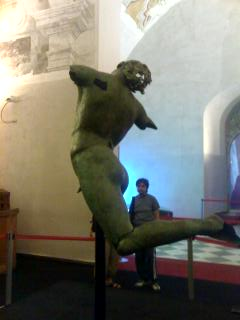
Satiro danzante (bronzo), da Mazara del Vallo
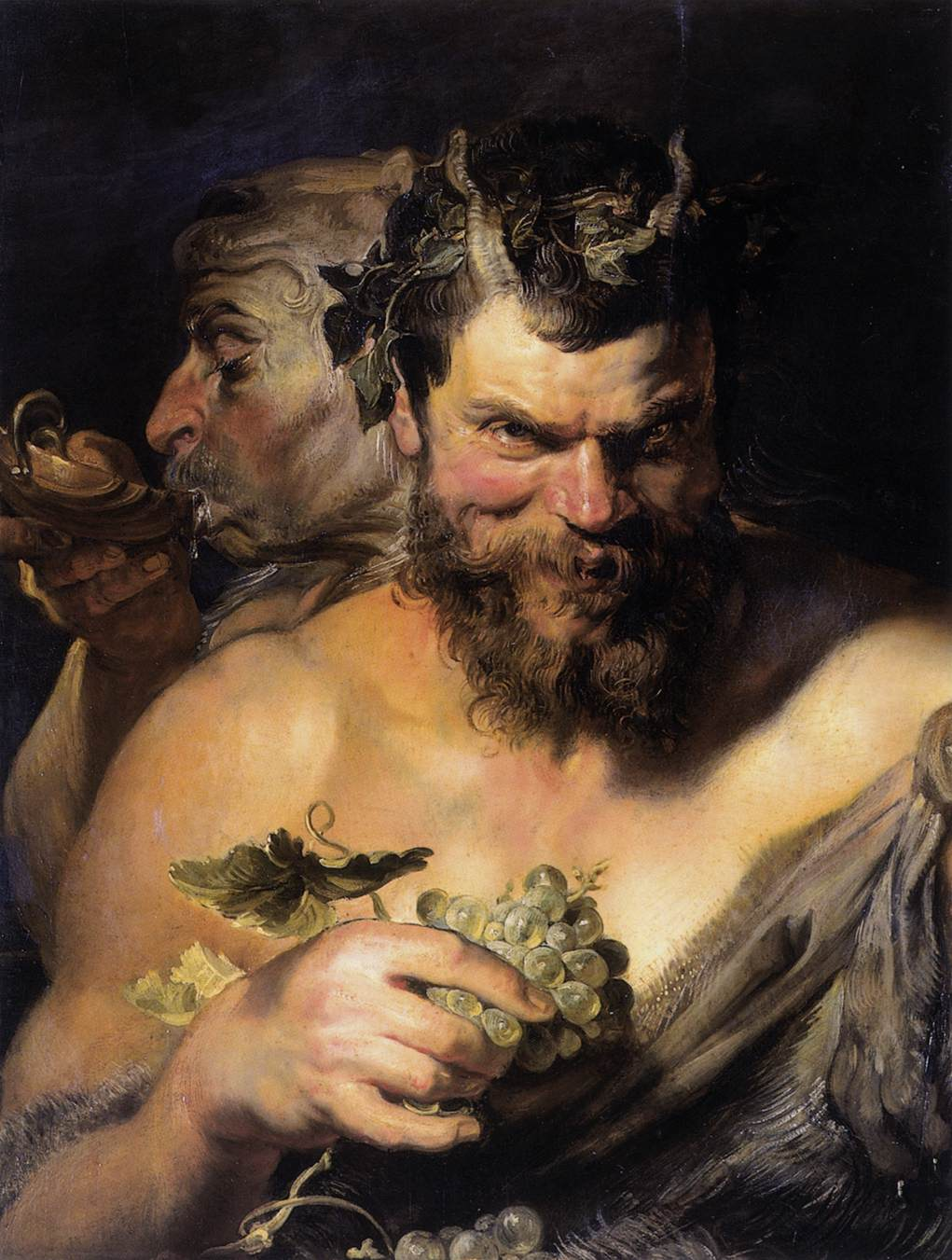
Due satiri, dipinto di Peter Paul Rubens